# Инфракрасный канал
Инфракрасный канал — канал передачи данных, не требующий для своего функционирования проводных соединений. В компьютерной технике обычно используется для связи компьютеров с периферийными устройствами (интерфейс IrDA).

## Особенности
В отличие от радиоканала, инфракрасный канал нечувствителен к электромагнитным помехам, и это позволяет использовать его в производственных условиях. К недостаткам инфракрасного канала относятся высокая стоимость приемников и передатчиков, где требуется преобразование электрического сигнала в инфракрасный и обратно, а также низкие скорости передачи (обычно не превышает 5-10 Мбит/с, но при использовании инфракрасных лазеров возможны существенно более высокие скорости). В условиях прямой видимости инфракрасный канал может обеспечить связь на расстояниях в несколько километров, но наиболее удобен он для связи компьютеров, находящихся в одном помещении, где отражения от стен комнаты дает устойчивую и надежную связь. Наиболее естественный тип топологии здесь — «шина» (то есть переданный сигнал одновременно получают все абоненты). Ясно, что имея такое количество недостатков, инфракрасный канал не смог получить широкого распространения в 1960-х годах.
Разработаны модули передающие информацию в инфракрасном диапазоне со скоростью 1 Гбит/с, экспериментально же достигнута скорость передачи данных до 42,8 Гбит/с (при частоте волны 200 ТГц, длине волны 1500 нм) на расстоянии 2,5 м.
Сети использующие инфракрасные каналы передачи могут быть 4 типов:
- прямой видимости;
- на рассеянном излучении;
- на отражённом излучении;
- широкополосные.

С широким внедрением в практику полупроводниковых приборов, в том числе инфракрасных светодиодов и лазеров, системы основанные на передаче сигналов посредством инфракрасного излучения получают всё большую популярность, чему способствует ряд преимуществ перед использованием радиочастот и кабельных линий: малое энергопотребление, отсутствие электромагнитных помех (влияющих как на саму работу инфракрасных систем, так и создаваемых ими), нет необходимости выделения и резервирования частотного диапазона, скрытность и высокая защищённость передаваемой информации от перехвата (особенно при использовании узкого лазерного луча между передатчиком и приёмником), не требуется прокладывание кабельных линии, особенно в труднодоступных местностях, быстрое развёртывание, практический неограниченная скорость распространения сигнала (скорость света). При этом есть и недостатки, в частности это зависимость от среды передачи (атмосферные осадки, облака, туманы и другие аэрозоли, непрозрачные для инфракрасных лучей естественные и искусственные препятствия на пути распространения луча между приёмником и передатчиком (к примеру пролетающие птицы)).
В условиях земной атмосферы инфракрасные каналы связи в зависимости от назначения и мощности позволяют передавать информацию на расстояния от нескольких метров и менее (например, пульты дистанционного управления бытовых электроприборов, игрушек, ИК-порты телефонов) до десятков километров (например, в телекоммуникационных сетях).

## Сфера применения
Тем не менее, этот тип связи получил широкое распространение в современных фотовспышках и синхронизаторах. Он используется для дистанционного запуска дополнительных вспышек и обмена данными между TTL-экспонометром фотоаппарата и микропроцессорами, управляющими мощностью импульсного освещения. Управление внешними вспышками по инфракрасному каналу является стандартной функцией современных систем EOS flash system компании Canon, Speedlight компании Nikon и других.
Применяется инфракрасный канал для скрытной связи и передачи данных между кораблями на флоте, начиная от направленной передачи сигналов азбукой Морзе при помощи сигнальных прожекторов и заканчивая автоматизированными комплексами инфракрасной вычислительной сети между группой кораблей и/или береговыми объектами.

### Авиационная связь
В первой половине 1960-х гг. инфракрасные системы голосовой связи пилотов военных летательных аппаратов проходили испытания в ВВС США. Для связи между собой летательные аппараты имели оптико-электронные станции связи с приёмниками-передатчиками сигнала в ИК-диапазоне и аппаратуру кодирования/декодирования человеческого голоса в инфракрасный сигнал. Область сканируемого пространства представляла собой острый конус, направленный своей вершиной на приём, а основанием на передачу. Преимуществом перед имеющимися авиационными системами радиосвязи была их помехоустойчивость и неуязвимость для искусственных активных помех, они не могли быть 1) подавлены имеющимися средствами постановки активных помех противника, 2) перехвачены средствами радиоэлектронной разведки противника, 3) обнаружены имеющимися средствами обнаружения противника. Кроме того, в отличие от радиосвязи, инфракрасная является связью дуплексного (телефонного) типа и работает на приём и передачу одновременно (то есть, от пилотов-абонентов не требуется после каждой фразы запрашивать «Приём!» и подтверждать «Принял!»). Недостатками системы являлась её 1) уязвимость для естественных помех и фоновой обстановки, зависимость от погодно-климатических факторов, поскольку она была неэффективна в условиях сплошной или неравномерной облачности и требовала от обоих пилотов-абонентов, чтобы ни один из них не находился по отношению к другому с подсолнечной стороны (иначе канал связи забивался солнечным излучением), 2) ограниченность тактических ситуаций воздушной обстановки, при которых она могла применяться, практически всё сводилось к полёту в режиме сопровождения (воздушный эскорт), поскольку она не могла применяться самолётами, летящими на встречно-пересекающихся курсах, её использование при необходимости полёта параллельным курсом на малых и сверхмалых высотах было затруднительным и её невозможно было применять в условиях воздушного боя, зенитного боя или угрозы ракетного обстрела с земли и в других ситуациях, требующих интенсивного маневрирования. ИК-станции связи были полностью автоматическими, работали в режиме «поиск и «приём-передача» (последний в тестовом и штатном режимах), осуществляя поиск и установление канала связи автоматически.

## Достоинства и недостатки
Достоинства
- не требует проводов
- нечувствителен к электромагнитным помехам
- в отличие от радиосвязи, не требует лицензирования в инспекции электросвязи

Недостатки
- необходимость нахождения приемника и передатчика в прямой видимости
- высокая стоимость приёмников и передатчиков[источник не указан 4196 дней]
- невысокая скорость передачи данных[источник не указан 2548 дней]

## Схожие технологии
- FSO — оптические линии связи.
- Li-Fi[15] — протокол беспроводных оптических вычислительных сетей.